# 9e étape du Tour d'Espagne 2015
La 9e étape du Tour d'Espagne 2015 s'est déroulée le dimanche 30 août 2015, entre Torrevieja et Cumbre del Sol (Alto de Puig Llorença) (El Poble Nou de Benitatxell), sur une distance de 168,3 km.

## Résultats

### Classement de l'étape
| Classement de l'étape | Classement de l'étape | Classement de l'étape | Classement de l'étape | Classement de l'étape |
|                       | Coureur               | Pays                  | Équipe                | Temps                 |
| --------------------- | --------------------- | --------------------- | --------------------- | --------------------- |
| 1er                   | Tom Dumoulin          | Pays-Bas              | Giant-Alpecin         | en 4 h 6 min 5 s      |
| 2e                    | Chris Froome          | Grande-Bretagne       | Sky                   | + 2 s                 |
| 3e                    | Joaquim Rodríguez     | Espagne               | Katusha               | + 5 s                 |
| 4e                    | Fabio Aru             | Italie                | Astana                | + 16 s                |
| 5e                    | Rafał Majka           | Pologne               | Tinkoff-Saxo          | + 18 s                |
| 6e                    | Nairo Quintana        | Colombie              | Movistar              | + 20 s                |
| 7e                    | Alejandro Valverde    | Espagne               | Movistar              | + 28 s                |
| 8e                    | Nicolas Roche         | Irlande               | Sky                   | + 31 s                |
| 9e                    | Domenico Pozzovivo    | Italie                | AG2R La Mondiale      | + 33 s                |
| 10e                   | Louis Meintjes        | Afrique du Sud        | MTN-Qhubeka           | + 34 s                |
| modifier              |                       |                       |                       |                       |

### Classements à l'issue de l'étape

#### Classement général
| Classement général | Classement général | Classement général | Classement général | Classement général  |
|                    | Coureur            | Pays               | Équipe             | Temps               |
| ------------------ | ------------------ | ------------------ | ------------------ | ------------------- |
| 1er                | Tom Dumoulin       | Pays-Bas           | Giant-Alpecin      | en 35 h 22 min 13 s |
| 2e                 | Joaquim Rodríguez  | Espagne            | Katusha            | + 57 s              |
| 3e                 | Esteban Chaves     | Colombie           | Orica-GreenEDGE    | + 59 s              |
| 4e                 | Nicolas Roche      | Irlande            | Sky                | + 1 min 7 s         |
| 5e                 | Fabio Aru          | Italie             | Astana             | + 1 min 13 s        |
| 6e                 | Alejandro Valverde | Espagne            | Movistar           | + 1 min 17 s        |
| 7e                 | Nairo Quintana     | Colombie           | Movistar           | + 1 min 17 s        |
| 8e                 | Chris Froome       | Grande-Bretagne    | Sky                | + 1 min 18 s        |
| 9e                 | Rafał Majka        | Pologne            | Tinkoff-Saxo       | + 1 min 47 s        |
| 10e                | Domenico Pozzovivo | Italie             | AG2R La Mondiale   | + 1 min 52 s        |
| modifier           |                    |                    |                    |                     |